# Вдача напрокат
«Вдача напрокат» (рос. Удача напрокат) — кінофільм режисера Дмитра Сорокіна, що вийшов на екрани в 2012 році.

## Зміст
У житті Кристини все прекрасно: наречений — красень, багатий спадкоємець Микола, відмінна робота в одному з найбільших банків країни. Через кілька місяців Кристині виповниться тридцять. Кристина чекає дня народження з особливим трепетом: колись стара ворожка сказала їй, що якщо вона зустріне своє 30-річчя успішної, то й далі їй буде супроводжувати удача, а якщо ні, то ходити Кристині самотньою і бідною до кінця своїх днів. На пам'ять ворожка дала дівчині медальйон, який повинен був охороняти її від негараздів. Але за фатальним збігом обставин, колега Кристини, невдаха Сергій, розбиває її щасливий медальйон. І казкове життя Кристини перетворюється на пекло: вона завалює проект, і застає нареченого з іншою жінкою. Кристині доведеться пройти через масу неприємностей, щоб зрозуміти, що головне в житті не містичні передбачення і чарівні амулети, а близькі люди, які її оточують.

## Ролі
| Актор               | Роль |
| ------------------- | ---- |
| Ірина Медведєва     | -    |
| Дмитро Богданов     | -    |
| Ірина Пулина        | -    |
| Юрій Ваксман        | -    |
| Максим Пинскер      | -    |
| Костянтин Третьяков | -    |
| Ксенія Скакун       | -    |
| Михайло Панюков     | -    |
| Денис Харитонов     | -    |
| Зінаїда Матросова   | -    |

## Знімальна група
- Режисер — Дмитро Сорокін
- Сценарист — Марія Ваксман, Аміра Родрігез
- Продюсер — Влад Ряшин, Наталя Білан, Олена Теплова
- Композитор — Вадим Єфімов